# Indywidualne Mistrzostwa Polski w Zapasach 2013

## Mistrzostwa Polski w Zapasach2013

### Kobiety
21. Mistrzostwa Polski – 11–12 maja 2013, Środa Wielkopolska

### Mężczyźni
- styl wolny

66. Mistrzostwa Polski – 3–4 maja 2013, Poznań
- styl klasyczny

83. Mistrzostwa Polski – 26–27 kwietnia 2013, Kostrzyn nad Odrą

## Medaliści

### Kobiety
| Kategoria: | Złoto:                               | Srebro:                                   | Brąz:                                                                        |
| 48 kg      | Anna Łukasiak AZS-AWF Warszawa       | Aleksandra Michałek CSiR Dąbrowa Górnicza | Angelika Głąb Cement Gryf Chełm Anita Zdrodowska ZKS Koszalin                |
| 51 kg      | Julita Omilusik Heros Czarny Bór     | Sylwia Szulc Olimpijczyk Radom            | Monika Kędrak Cement Gryf Chełm Paula Kozłow Dąb Brzeźnica                   |
| 55 kg      | Katarzyna Krawczyk Cement Gryf Chełm | Katarzyna Michalak AZS-AWF Warszawa       | Natalia Kubaty Slavia Ruda Śląska Ilona Omilusik Heros Czarny Bór            |
| 59 kg      | Anna Zwirydowska ZTA Zgierz          | Izabela Strzałka Slavia Ruda Śląska       | Karolina Krawczyk Cement Gryf Chełm Marzena Michalik Grunwald Poznań         |
| 63 kg      | Monika Michalik Grunwald Poznań      | Jowita Wrzesień CSiR Dąbrowa Górnicza     | Paulina Grabowska ZTA Zgierz Katarzyna Mądrowska Feniks Stargard Szczeciński |
| 67 kg      | Daria Osocka Agros Żary              | Angelika Gałązka Grunwald Poznań          | Izabela Badurek Sokół Lublin Marzena Horoszko MOSM Tychy                     |
| 72 kg      | Patrycja Howis AZS-AWF Warszawa      | Weronika Maleszka Cement Gryf Chełm       | Paulina Kontna Korona Koronowo Anna Szlązak Piast Wola                       |

### Mężczyźni

#### Styl wolny
| Kategoria: | Złoto:                                | Srebro:                                  | Brąz:                                                                          |
| 55 kg      | Adrian Hajduk Slavia Ruda Śląska      | Adam Słowiński LKS Ceramik Krotoszyn     | Marcin Antosiuk Atleta Łódź Grzegorz Łabus Slavia Ruda Śląska                  |
| 60 kg      | Dawid Takunow AKS Białogard           | Tomasz Chołodecki LKS Ceramik Krotoszyn  | Kamil Kosturbiec Zapasy Kołobrzeg Mateusz Szyniec CSiR Dąbrowa Górnicza        |
| 66 kg      | Rafał Statkiewicz Grunwald Poznań     | Paweł Drzeżdzon Dąb Brzeźnica            | Krzysztof Bieńkowski AKS Białogard Arkadiusz Szeja Piast Wola                  |
| 74 kg      | Krystian Brzozowski Orzeł Namysłów    | Adam Sobieraj Grunwald Poznań            | Andrzej Grzelak Grunwald Poznań Robert Strzałka Slavia Ruda Śląska             |
| 86 kg      | Radosław Marcinkiewicz Orzeł Namysłów | Sebastian Jezierzański Dąb Brzeźnica     | Maciej Balawender Grunwald Poznań Patryk Dublinowski AKS Białogard             |
| 96 kg      | Radosław Baran Grunwald Poznań        | Kamil Skaskiewicz AKS Białogard          | Mateusz Filipczak LKS Ceramik Krotoszyn Kamil Wojciechowski Slavia Ruda Śląska |
| 120 kg     | Robert Baran LKS Ceramik Krotoszyn    | Bogdan Krzyżański Gladiatores Krapkowice | Radosław Dublinowski AKS Białogard Marcin Olejniczak Sobieski Poznań           |

#### Styl klasyczny
| Kategoria: | Złoto:                            | Srebro:                                 | Brąz:                                                                         |
| 55 kg      | Marcin Kunysz Cement Gryf Chełm   | Dawid Dykier Olimpijczyk Radom          | Paweł Dybka Olimp Kostrzyn Przemysław Piątek Olimpijczyk Radom                |
| 60 kg      | Edward Barsegjan Cartusia Kartuzy | Dawid Ersetic Unia Racibórz             | Mariusz Łoś Agros Zamość Michał Tracz Śląsk Wrocław                           |
| 66 kg      | Grzegorz Wanke ZKS Miastko        | Edgar Melkumov AKS Piotrków Trybunalski | Dawid Kareciński Śląsk Wrocław Przemysław Kraczkowski Śląsk Wrocław           |
| 74 kg      | Łukasz Fafiński Olimpijczyk Radom | Arkadiusz Kułynycz Olimpijczyk Radom    | Piotr Przepiórka Olimpijczyk Radom Jacek Tomaszewski AKS Piotrków Trybunalski |
| 84 kg      | Damian Janikowski Śląsk Wrocław   | Michał Pietrzak Sobieski Poznań         | Tadeusz Michalik Sobieski Poznań Mateusz Treder Olimpijczyk Radom             |
| 96 kg      | Marcin Olejniczak Sobieski Poznań | Łukasz Konera AKS Piotrków Trybunalski  | Radosław Grzybicki AKS Piotrków Trybunalski Dmytro Kaczmar Olimpijczyk Radom  |
| 120 kg     | Kamil Błoński Unia Racibórz       | Tomasz Bujak Agros Zamość               | Łukasz Banak Śląsk Wrocław Mateusz Fafiński AZS-AWF Warszawa                  |